# Ulrike Franke (Politikwissenschaftlerin)

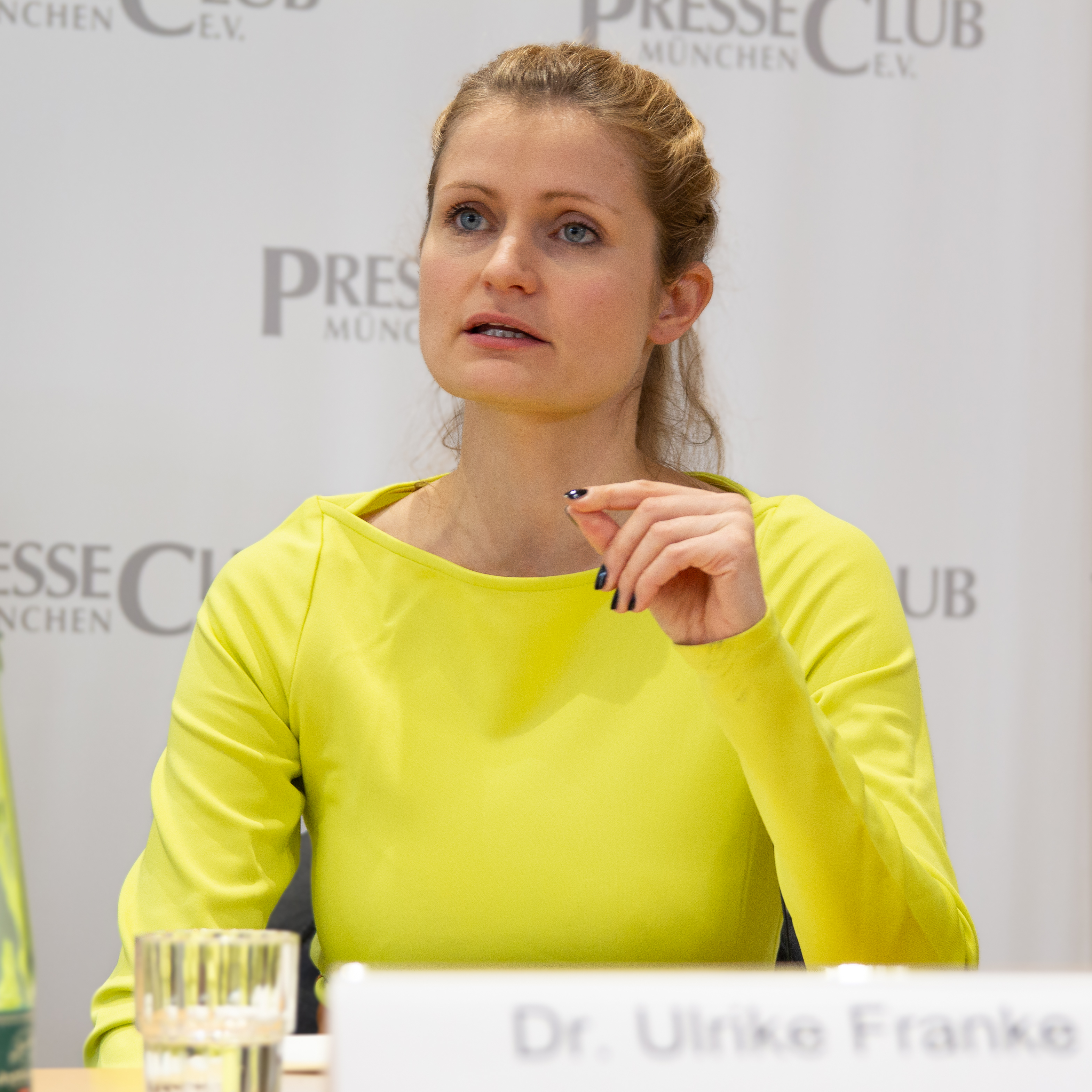
Ulrike Franke auf einer Veranstaltung zur Münchner Sicherheitskonferenz (2024)

Ulrike Esther Franke (* 1987 in Aachen) ist eine deutsche Politikwissenschaftlerin mit den Schwerpunkten europäische und globale Sicherheitsthemen, Verteidigung und Drohnentechnologie sowie Podcasterin.

## Leben und Wirken
Ulrike Franke studierte Politikwissenschaften, Philosophie und Wirtschaft an der Sciences Po in Paris, im Premier Cycle in Nancy und erhielt einen Bachelor-Abschluss. Von 2009 bis 2011 studierte sie in Paris und St. Gallen und schloss mit einem doppelten Summa cum laude Master-Abschluss in Internationale Beziehungen und Internationale Sicherheit von Sciences Po und Internationale Beziehungen und Governance der Universität St. Gallen. Sie promovierte ab 2018 in Internationalen Beziehungen an der Universität Oxford. In ihrer Dissertation mit dem Titel The Unmanned Revolution – How Drones are Revolutionising Warfare, betreut von Hew Strachan und Lucas Kello, untersuchte sie den Einsatz von Drohnen durch westliche Streitkräfte.
Franke ist derzeit Senior Policy Fellow beim European Council on Foreign Relations, mit Sitz im Pariser Büro. Sie lehrt an der Sciences Po und schreibt eine monatliche Kolumne für die amerikanische Publikation World Politics Review, sowie für Focus Online.
Franke hat zu ihren Schwerpunktthemen der deutschen und europäischen Sicherheit und Verteidigung, der Zukunft der Kriegsführung und der Auswirkungen neuer Technologien wie Drohnen und künstliche Intelligenz auf Geopolitik und Kriegsführung publiziert wie Die Zeit, Frankfurter Allgemeine Zeitung, War on the Rocks, Whitehall Papers, Comparative Strategy, Zeitschrift für Außen- und Sicherheitspolitik und sie tritt regelmäßig als Kommentatorin in internationalen Medien auf.
Franke hat Ausschüssen des britischen Parlament (Unter- und Oberhaus), niederländischen und Europäischen Parlaments in Expertenanhörungen vorgetragen.
Franke gehört zum Gründungsteam des mehrfach ausgezeichneten deutschsprachigen Podcast Sicherheitshalber, in dem über die deutsche, europäische und weltweite sicherheitspolitische Lage diskutiert wird. Gemeinsam mit Carlo Masala, Frank Sauer und Thomas Wiegold wurden seit 2018 etwa im Monatsrhythmus bereits knapp 100 Folgen (inkl. Liveauftritten, die von Phoenix als Fernsehsendung ausgestrahlt werden) veröffentlicht. Sie ist ebenfalls Teil des franzoesischen Podcasts "Le Collimateur - Le Casque et la Plume" in dem monatlich Themen der internationalen Sicherheit diskutiert werden. Im August 2024 wurde sie von Table Media zu einer der zehn wichtigsten Think Tankern in der deutschen Sicherheitspolitik gewählt.

## Publikationen (Auswahl)
- A Millennial Considers the New German Problem After 30 Years of Peace, von Ulrike Esther Franke, War on the Rocks, 2021.[24]
- The New European Security Initiative, von Ulrike Esther Franke, Manuel Lafont Rapnouil, Susi Dennison, 2017, ISBN 978-1-911544-22-7, 1911544225.
- The unmanned revolution: how drones are revolutionising warfare, Dissertation, 2018.
- Harnessing artificial intelligence, von Ulrike Franke, Mark Leonard, 2019.[25]
- Machine politics: Europe and the AI revolution, von Ulrike Franke, Paola Sartori, 2019.[26]
- Dynamics of insurgent innovation: How Hezbollah and other non-state actors develop new capabilities, by Marc R. DeVore, Armin B. Stähli, Ulrike Esther Franke, Comparative Strategy, V. 38, 2019, Issue 4, 371–400.[27]
- Star tech enterprise: Emerging technologies in Russia’s war on Ukraine, gemeinsam mit Jenny Söderström, 2023.[28]

## Auszeichnungen
- John McCain Dissertation Award für ihre „outstanding academic work in the field of transatlantic relations“ im Rahmen der Münchner Sicherheitskonferenz, 2019
- Top 40 unter 40, ausgezeichnet von Capital, 2019